# Hünenweg

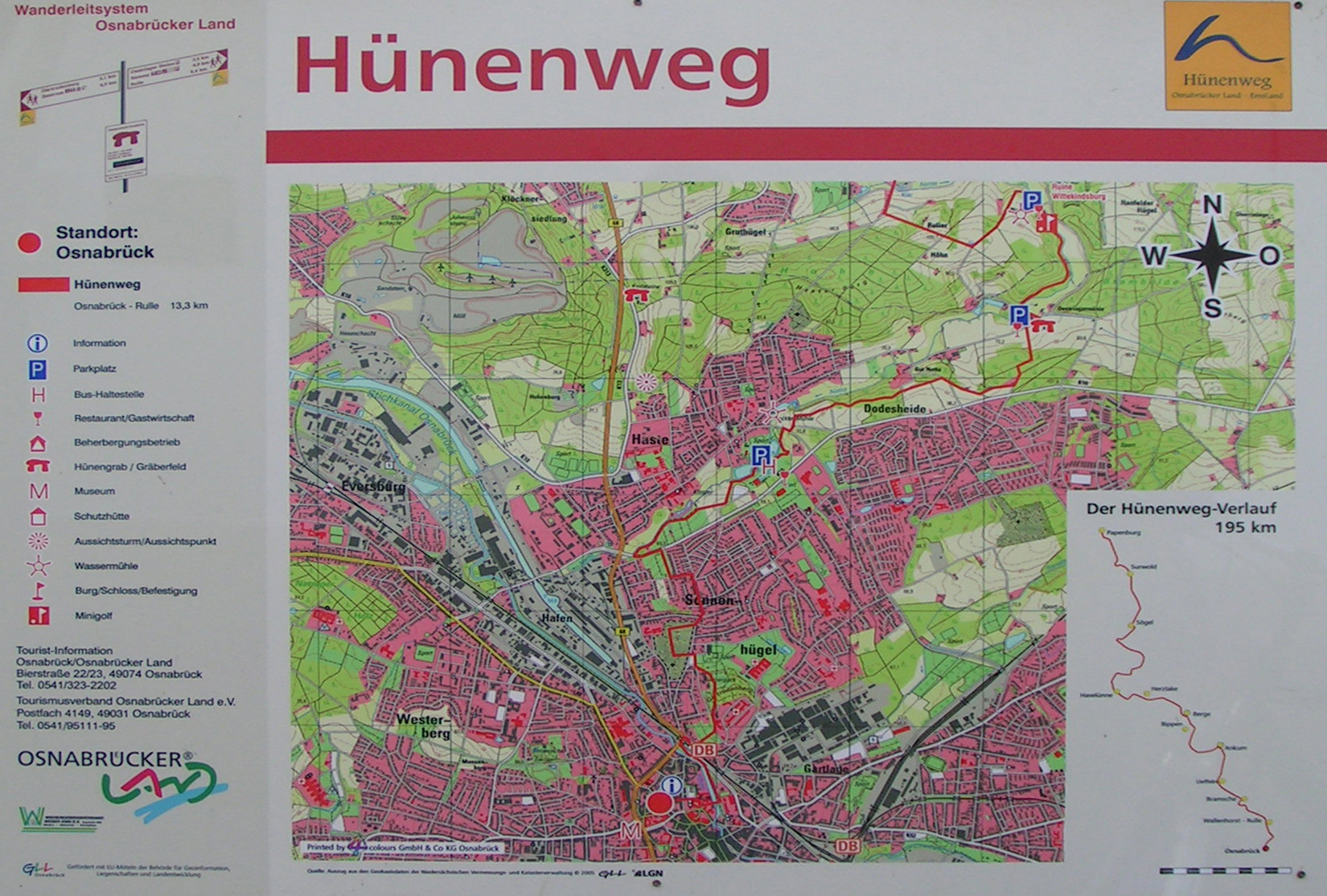
Informationstafel am Start- bzw. Zielpunkt des Hünenwegs in der Nähe des Osnabrücker Rathauses. Rechts unten ist der (nicht mehr aktuelle) Verlauf im Jahr 2010 angegeben

Hünenweg ist ein Wanderweg von Osnabrück nach Meppen, der 2020 bis nach Groningen verlängert wurde und 325 km lang ist. Der Abschnitt zwischen Osnabrück und Meppen wird von der Emsland-Touristik und dem Tourismusverband Osnabrücker Land unterhalten. Seinen Namen erhielt er aufgrund der an der Strecke liegenden zahlreichen Großsteingräber, die umgangssprachlich „Hünenbetten“ genannt werden.
Der Weg verläuft im Bereich der Straße der Megalithkultur. Die Verlängerung in die Niederlande und der Ausbau des Hünenweges folgen den Zielen, die das Projekt "Megalithic Routes", ein Kulturweg des Europarats, gesetzt hat. Die Geoparks „TERRA.vita“ und „De Hondsrug“ kooperieren bei diesem Projekt. Beide Einrichtungen wollen ihre Auszeichnung durch die UNESCO durch das „Ankerprojekt Hünenweg/Hondsrugpad“ „in Wert setzen“.
Durch die Akzentverschiebung von einer Verbindung für den Autoverkehr (die die „Straße der Megalithkultur auch ist“) zu einer Strecke für den Besuch von Monumenten per Fahrrad oder zu Fuß wird auf dem neuen Hünenweg ein umweltverantwortlicher Tourismus gefördert.
Bis 2017 bezeichnete der Begriff Hünenweg einen 195 km langen Wanderweg, der von Osnabrück bis ins emsländische Papenburg verlief (siehe die Linienführung auf dem rechts abgebildeten Foto aus dem Jahr 2010). In die Niederlande führte bereits vor 2017 eine Nebenstrecke des Hünenwegs (von Haselünne nach Emmen).
Signet des Hünenwegs ist ein kleines „h“ in blauer Farbe auf gelbem Untergrund. An Streckenabschnitten, auf denen auch der Friesenweg verläuft (s. u.), ist daneben oft ein großes weißes „F“ angebracht.

## Verlauf

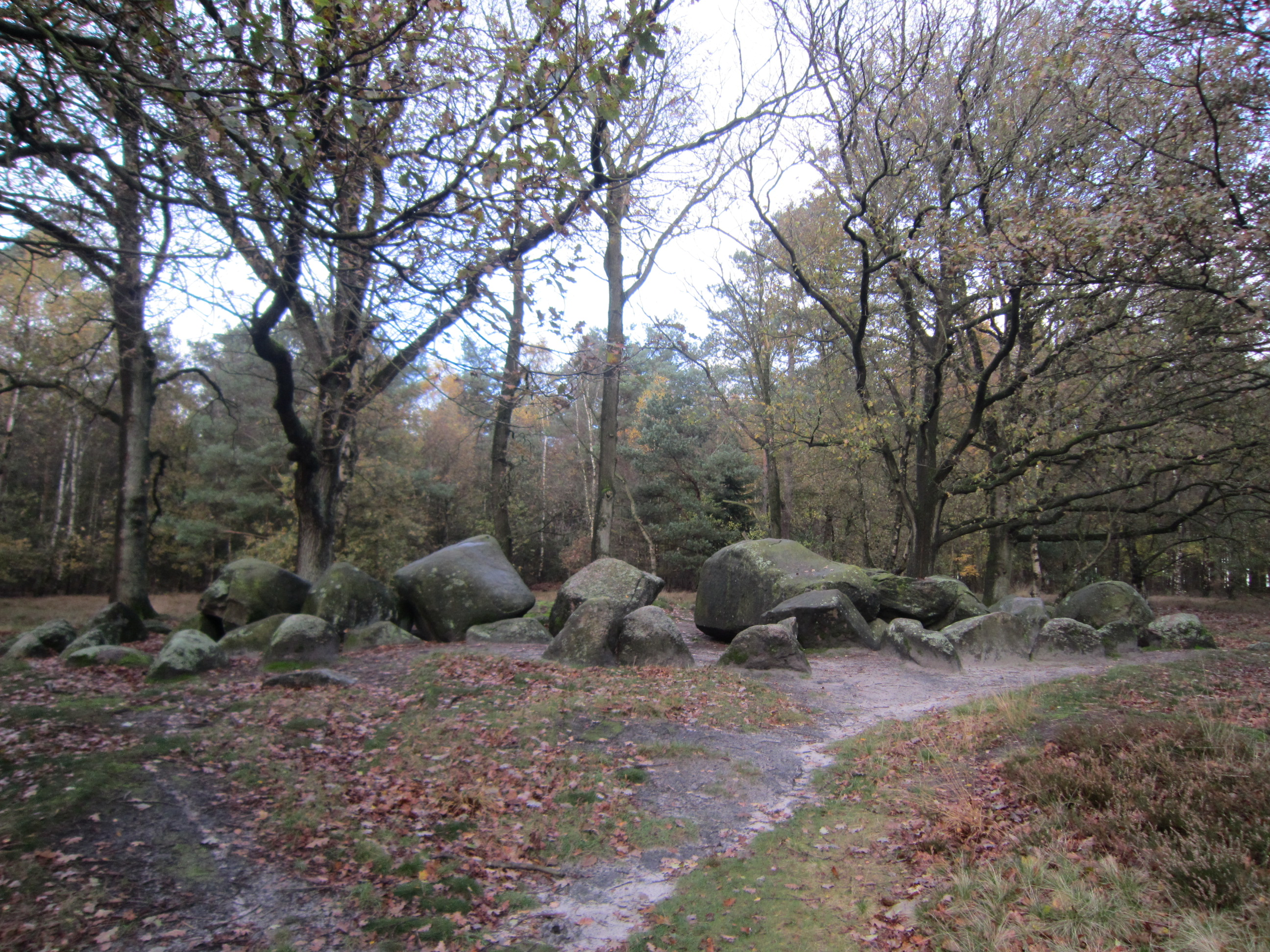
Königsgrab von Groß Berßen am Hünenweg

Die Hauptstrecke verläuft durch das Gebiet des ehemaligen Regierungsbezirks Osnabrück im westlichen Niedersachsen in nordnordwestlicher Richtung. Sie beginnt im Tal der Hase im Zentrum der Großstadt Osnabrück in der Nähe des Rathauses. Stationen sind die Schleptruper Egge, Bramsche, Ankum, Berge, Stift Börstel, Herzlake und Haselünne. Der Weg führt durch die Berge des Osnabrücker Landes, bevor er die Norddeutsche Tiefebene erreicht. Innerhalb dieser Ebene führt der Weg mehrmals an die Hase zurück und durchquert die Moor- und Geestlandschaften des Osnabrücker Landes, des Emslandes sowie der niederländischen Provinzen Drenthe und Groningen.

### Bis 2017
Von Haselünne aus verlief der Hünenweg bis 2017 über Lähden, Sögel, Börger und Surwold nach Papenburg. Die über Meppen ins niederländische Emmen (Provinz Drenthe) führende Route galt bis 2017 als Nebenstrecke.
Unmittelbar hinter Papenburg liegt der ostfriesische Landkreis Leer. Dorthin und weiter an die Nordseeküste bei Bensersiel führt der Ostfriesland-Wanderweg, bis 2017 die Verlängerung des Hünenweges. Der Ostfriesland-Wanderweg wird auch heute noch vom Wiehengebirgsverband Weser-Ems betreut.

### 2017–2020
2016 beschloss der Landkreis Emsland, die Kofinanzierung des Hünenwegs einzustellen, da seine Hoffnung, der Hünenweg könne zügig in einen Prädikatswanderweg umgewandelt werden, vorerst enttäuscht werden musste, da zu diesem Zweck der Anteil befestigter Wegstrecken von 35 auf 15 Prozent hätte reduziert werden müssen und nicht im erforderlichen Umfang Grundstückseigentümer (vor allem Landwirte) bereit waren, entsprechende Flächen für eine Neutrassierung zur Verfügung zu stellen. Daraus zogen Vertreter des Landkreises Emsland im April 2016 die Schlussfolgerung, es sei sinnvoller, wenn der Kreis das Geld in den Ausbau des Abschnitts Haselünne – Papenburg der Emsland-Route investiere, eines Fernradwegs.
2018 nahm der Landkreis Emsland wieder seine Funktion als Kooperationspartner des Landkreises Osnabrück wahr, nachdem es gelungen war, den Anteil versiegelter Wege auf 22 Prozent zu senken. Seinerzeit entstand der Plan, den Hünenweg mit dem „Hondsrugpad“ zu verbinden, einem in den Niederlanden bestehenden und auszubauenden Fernwanderweg. Dem Plan folgend sollte der gesamte Weg von Osnabrück bis Groningen über 200 km lang werden. Da allerdings der Geopark TERRA.vita satzungsgemäß nicht für tief gelegene, ebene Gebiete zuständig ist, war einige Zeit lang unklar, wer die Wanderwege in den Flussauen und in den Moorgebieten des Emslandes (sowie ggf. den Nordabschnitt des „alten“ Hünenwegs) überplanen und pflegen soll, nachdem der Wiehengebirgsverband nicht mehr dafür zuständig ist. Für den grenzüberschreitenden Hünenweg ist seit 2020 auf deutscher Seite die „Hasetal Touristik GmbH“ zuständig.
Am 1. Mai 2018 wurde der „runderneuerte“ Hünenweg am Steingräberweg Giersfeld offiziell eröffnet.
Abweichend von der Definition des Tourismusverbandes Osnabrücker Land und der Erklärung des Wiehengebirgsverbandes gehört einigen neueren Veröffentlichungen zufolge der Abschnitt Haselünne – Papenburg auch 2018 noch zum Hünenweg, der fernwege.de zufolge ohne Berücksichtigung der ehemaligen Nebenstrecke über Meppen jetzt von Osnabrück bis Papenburg 184,5 km lang ist. Das Land Niedersachsen definiert nach wie vor den Hünenweg als Wanderweg von Osnabrück nach Papenburg, gibt aber die Entfernung mit 215,64 km an.
Aktuell (Stand: November 2021) schlägt die „Tourismusgesellschaft Osnabrücker Land mbH“ die folgenden neun Etappen des Hünenwegs für Fußwanderer vor:
- Etappe 1: Osnabrück – Rulle, ca. 13 km
- Etappe 2: Rulle – Bramsche, ca. 18 km
- Etappe 3: Bramsche – Ueffeln, ca. 14 km
- Etappe 4: Ueffeln – Ankum, ca. 17 km
- Etappe 5: Ankum – Restruper Hünengrab, ca. 17 km
- Etappe 6: Restruper Hünengrab – Stift Börstel, ca. 20 km
- Etappe 7: Stift Börstel – Herzlake, ca. 15 km
- Etappe 8: Herzlake – Haselünne, ca. 10 km
- Etappe 9: Haselünne – Meppen, ca. 25 km.[16]

### Ab 2020
Die für die Website huenenweg.com verantwortliche „Hasetal Touristik GmbH“ schlägt die folgenden elf Etappen zwischen Meppen und Groningen vor:
- Etappe 10: Meppen – Abzweig Rühlerfeld
- Etappe 11: Abzweig Rühlerfeld – Abzweig Weiteveen
- Etappe 12: Abzweig Weiteveen – Abzweig Klazienaveen
- Etappe 13: Abzweig Klazienaveen – Emmen

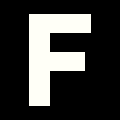
Signet des Friesenwegs: Weißes „F“ auf einem schwarzen Rechteck

- Etappe 14: Emmen – Exloo
- Etappe 15: Exloo – Borger
- Etappe 16: Borger – Gieten
- Etappe 17: Gieten – Zuidlaren
- Etappe 18: Zuidlaren – Glimmen
- Etappe 19: Glimmen – Haren
- Etappe 20: Haren – Groningen.[17]

## Hünenweg und Friesenweg

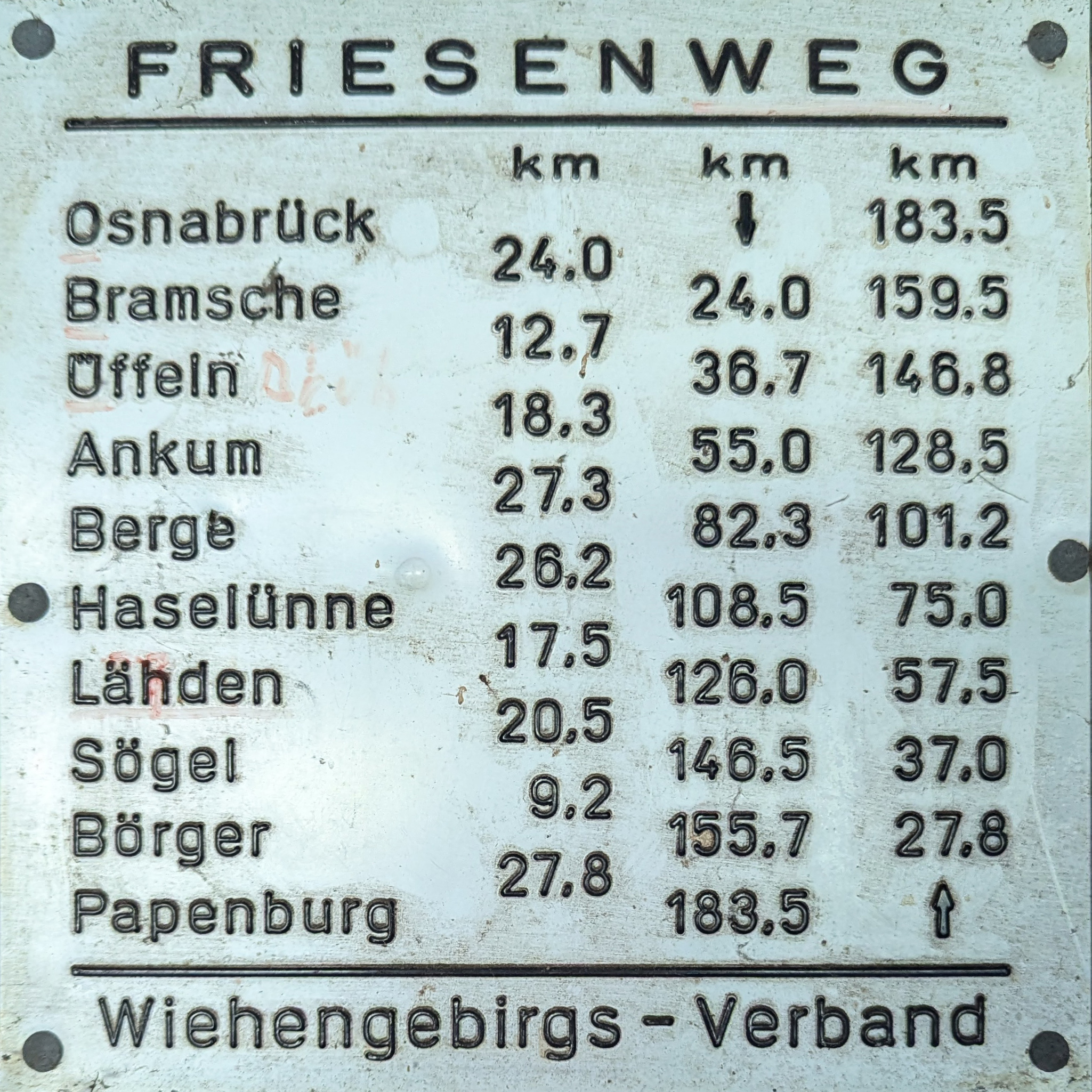
Schild mit den Streckenabschnitten

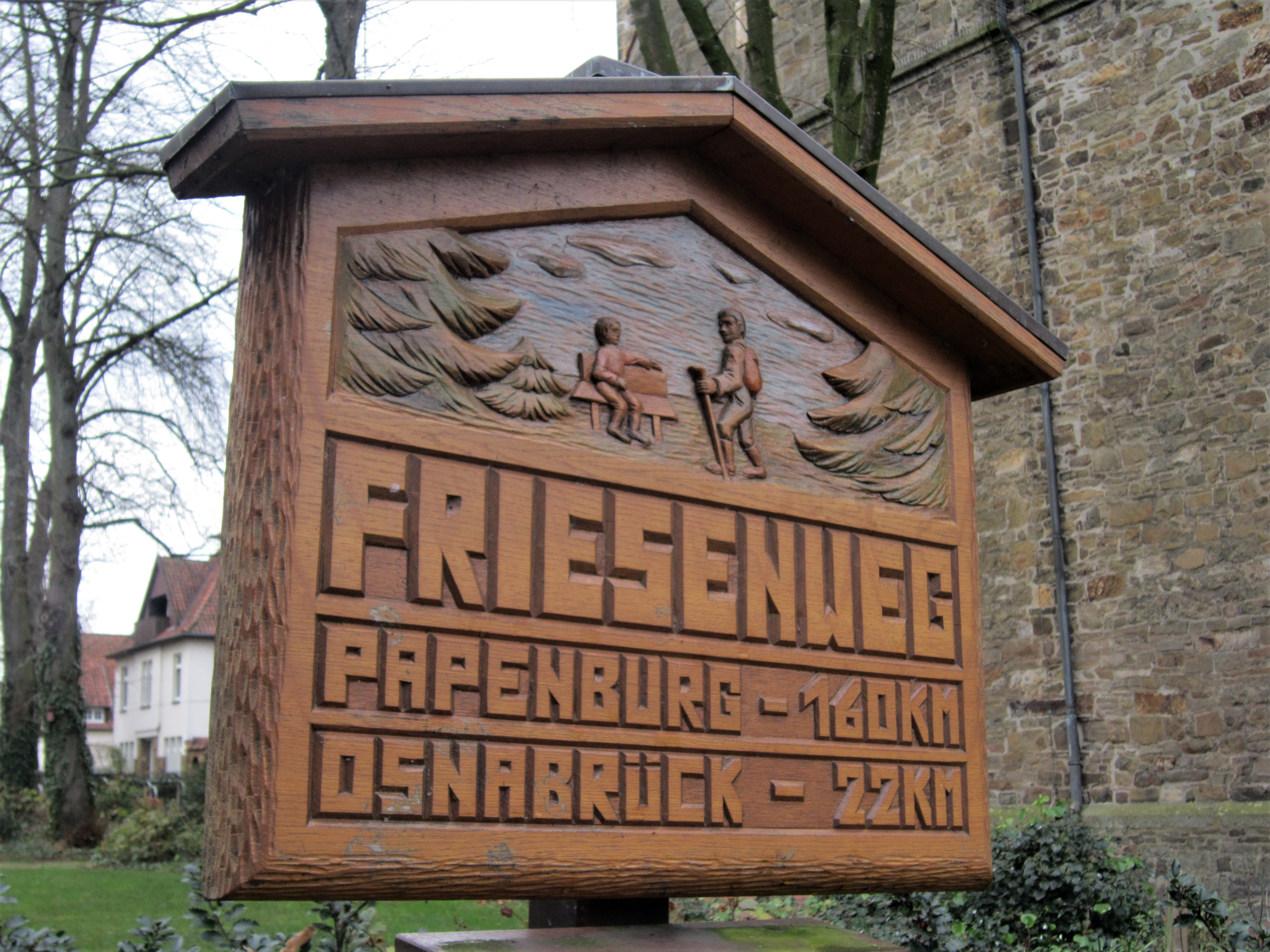
Hinweisschild auf den Friesenweg bei der Kirche St. Martin in Bramsche

Im Jahr 1937 wurde erstmals der Friesenweg von Osnabrück nach Papenburg markiert. Das rechts abgebildete Foto gibt als Entfernung zwischen Osnabrück und Papenburg, die Wanderer auf dem Friesenweg zurücklegen, 182 km an. Ins Leben gerufen wurde der Weg von organisierten heimatverbundenen Wanderfreunden. Er erhielt den Namen „Friesenweg“, weil er von Osnabrück aus zum Rand des Siedlungsgebiets der Friesen führte. Seit dem Beginn der Vermarktung des Hünenwegs im Jahr 2006 ist es Josef Grave zufolge zu einem „recht ungewöhnlichen ‚Verdrängungswettbewerb‘ an Bäumen, auf Wandertafeln sowie im Sortiment der Reise- und Wanderführer, der Touristikkataloge und Freizeitprospekte, in der Presse und im Internet“ gekommen. Die Folge sei, dass der Friesenweg zwar nie zu existieren aufgehört habe, aber im Bewusstsein vieler Menschen „verschwunden“ sei.